# Ивашев, Василий Петрович

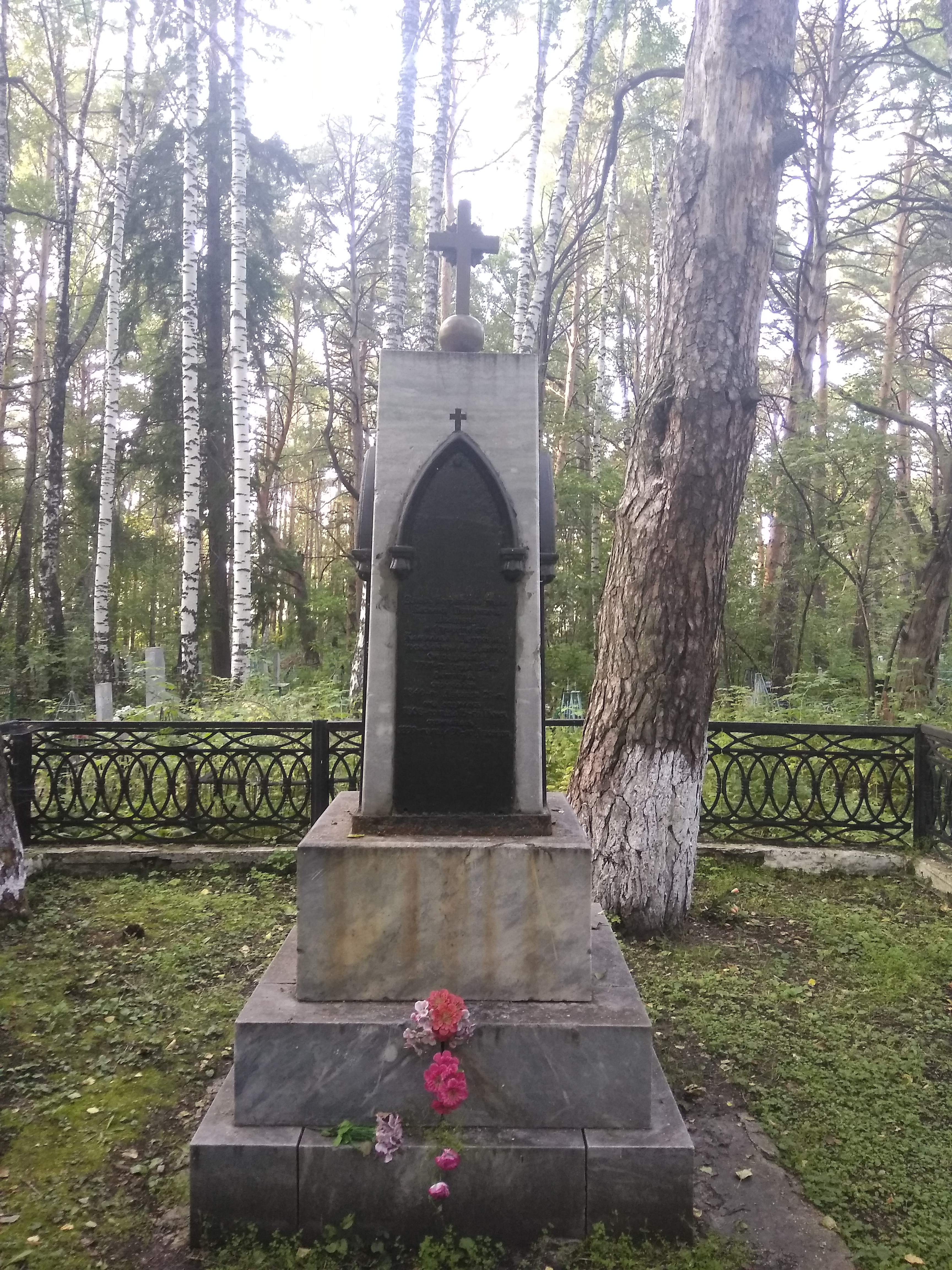

Васи́лий Петро́вич Ива́шев (3 [14] октября 1797, Ундоры, Симбирская губерния — 28 декабря 1840  [9 января 1841], Туринск, Тобольская губерния) — декабрист, ротмистр Кавалергардского полка.

## Биография
Сын Петра Никифоровича Ивашева, богатого помещика Симбирской губернии, и Веры Александровны, дочери симбирского губернатора А. В. Толстого. Детство провёл в принадлежавшем родителям селе Ундоры. Получил домашнее образование.
В 1812 году поступил в Пажеский корпус. В феврале 1815 года выпущен корнетом в Кавалергардский полк. В 1821 году в чине ротмистра назначен адъютантом к главнокомандующему 2-й армией графу П. X. Витгенштейну. Здесь он познакомился с П. И. Пестелем, А. П. Юшневским, М. А. Фонвизиным, под влиянием которых примкнул к тайным обществам «Союз благоденствия» и «Южное общество». Впрочем, участие его в тайных обществах, как и военная служба, были весьма номинальными. Сын богатого и известного генерала с августа 1821 по сентябрь 1822 года лечился на Кавказских минеральных водах, а с октября 1823 по ноябрь 1824 и с февраля 1825 года находился в долгосрочном отпуске у родителей в Симбирской губернии.
В день восстания декабристов находился в Симбирске, выехал к месту службы в январе 1826 года. Арестован в Москве 18 января 1826 года и помещен в Петропавловскую крепость. Осуждён на 20 лет каторжных работ с формулировкой деяния: «Участвовал в умысле на Цареубийство согласием и принадлежал к тайному обществу с знанием цели». Перед высылкой срок каторги был сокращен до 15 лет. Находился на каторжных работах в Читинском остроге и Петровском заводе.
В 1830 году Камилла Ле Дантю приняла предложение стать его невестой, они поженились по её приезде в Сибирь в сентябре 1831 года. Одна из их дочерей, Мария (1835—1897) — писательница и участница движения за женское образование. Потомком по линии старшей дочери Василия, Мария Трубникова, является Георгий Крыстев (1997) — студен из Лондонa, пишет книгу о своих предках, знает четыре языка, чтит историю своей семьи и с большим уважением относится к России. В 2021 году он отправил, туринских краеведов и слушателей ежегодной конференции «Я эту землю Родиной зову», видеопослание..
Потомком Ивашева называет себя советский и российский генерал Л. Г. Ивашов (род. 1943).
В 1832 году срок каторги был сокращен до 10 лет.
С 1835 года — на поселении в Туринске, где скончался в декабре 1840 года. Похоронен на городском кладбище г. Туринска рядом с женой. По указу 1856 года семье декабриста Ивашева были возвращены фамилия и дворянство.

## Память
В Туринске сохранился дом, в котором проживал Василий Петрович с супругой Камиллой (урождённой Ле Дантю), возведенный по проекту Петра Никифоровича Ивашева. Ныне в доме расположен Туринский Дом-музей декабристов. Сохранились предметы быта четы Ивашевых, воссозданы интерьеры комнат периода пребывания декабристов в Туринске.
В честь Ивашева названа одна из улиц города Туринска. Могила В. П. Ивашева признана объектом культурного наследия федерального значения.
В 2011 году горсть земли с могилы Василия Петровича была привезена в Ульяновск на Покровский некрополь, и возле креста родителей появилась табличка в память о нём.